# Abessinië (buurtschap)
Abessinië is een buurtschap en polder in de gemeente Bodegraven-Reeuwijk in de Nederlandse provincie Zuid-Holland. Het is gelegen ten noorden van de Reeuwijkse plassen, waaraan ook het dorp Reeuwijk-Brug (ten westen) en ten zuiden de stad Gouda zijn gelegen.
De kern van de buurtschap is gelegen aan de rand van Reeuwijkse plassen aan de gelijknamige weg en valt formeel onder het dorp Reeuwijk-Brug. De polder is onderdeel van het poldergebied Reeuwijk. Aan de noordrand van de polder loopt de A12 en aan de oostrand het kanaal de Enkele Wiericke. De aansluitende polder Sluipwijk wordt nogal eens tot de polder van Abessinië gerekend.
Dorpen: Bodegraven · De Meije · Driebruggen · Nieuwerbrug · Reeuwijk-Brug · Reeuwijk-Dorp · Sluipwijk · Waarder

Buurtschappen: Abessinië · De Bree · Foreest · Hogebrug · Langeweide · Middelburg (deels) · Molenbrug · Noordzijde · Oosteinde · Oud-Reeuwijk · Oud-Bodegraven · Oudeweg · Oukoop · Platteweg · Randenburg · Tempel · Twaalfmorgen · Vogelzang/Blindeweg · Westeinde · Weijland · Weijpoort · Zuidzijde

Zuid-Holland: Steden en dorpen      Nederland: Provincies · Gemeenten